# 松川 (飯田市)
松川（まつかわ）は、長野県飯田市を流れる天竜川水系の河川。

## 地理

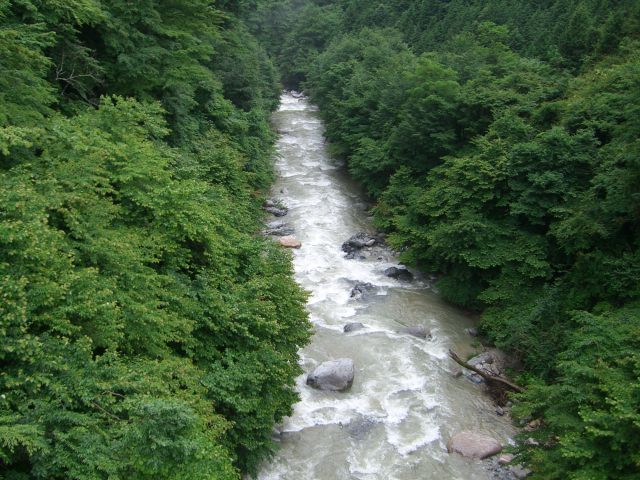
梅雨で増水した松川上流部

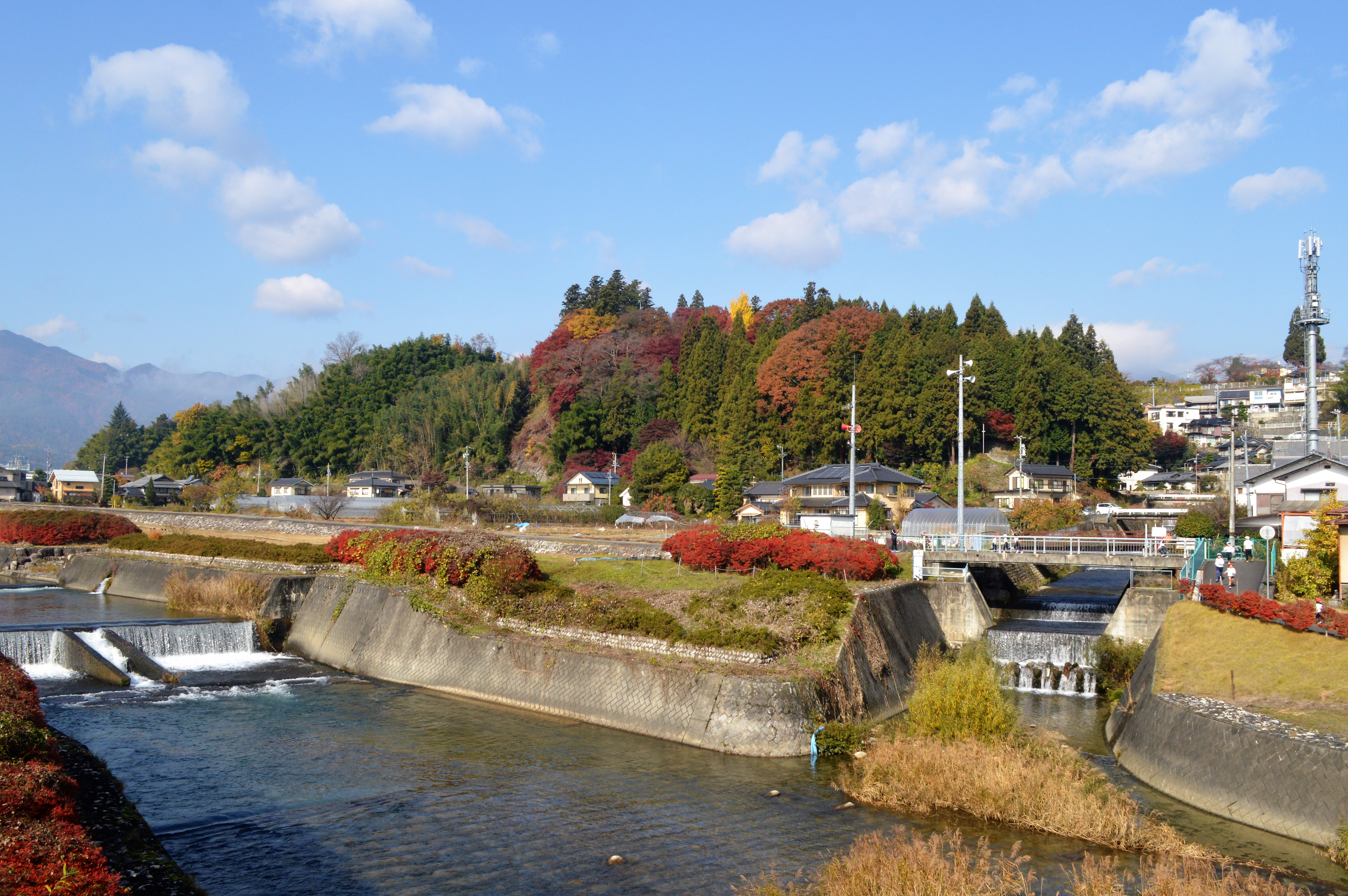
松川と愛宕稲荷神社の社叢

飯田市の木曽山脈南部の念丈岳や安平路山の一帯に源流がある。上流部では北から南へ流れ、風越山の西側で進路を南東に変える。1965年の水害では、上流にあった松川入の集落で家屋や桑園などに被害が出た。松川を越えるためにJR飯田線は上流側に大きく迂回しており、松川を越える橋梁のする南側には切石駅がある。
松川ダムを過ぎると、風越公園の南側を流れる。松川ダムの下流は風越峡と呼ばれ、ツツジの名所として知られる。松川ダムは洪水防止、灌漑、飲料水の取水、水力発電など多目的に利用されるダムである。発電所としては松川ダムのやや上流に松川第三発電所（1924年運用開始）が、松川ダムのやや下流に松川第四発電所（1930年運用開始）があり、いずれも中部電力が管理している。
中世においては伊那郡郡戸荘と伊賀良荘の境を成し、江戸時代には飯田藩が松川を境に北を上郷、南を下郷に分けて、郡奉行の下に代官を置いて支配した。また左岸に御用水井が引かれて飯田城下を灌漑した。飯田市街地の南方では、旧飯田市と下伊那郡鼎町の自治体境界であった。飯田城本丸があった丘の南側を東へ流れ、旧飯田市と下伊那郡上郷町の自治体境界であった野底川を集めた後、天竜川の本流に合流する。

## 流域の自治体
長野県
飯田市